# Dorian's Divorce
Dorian's Divorce er en amerikansk stumfilm fra 1916 af O. A. C. Lund.

## Medvirkende
- Lionel Barrymore som Richard Dorian.
- Grace Valentine som Mrs. Dorian.
- Edgar L. Davenport som Theodore Sanders.
- William B. Davidson som Henry Morgan.
- Lindsay J. Hall som B.G. Holding.